# Dendrophleps semihyalina
Dendrophleps semihyalina är en fjärilsart som beskrevs av George Francis Hampson 1893. Dendrophleps semihyalina ingår i släktet Dendrophleps och familjen tofsspinnare. Inga underarter finns listade i Catalogue of Life.